# Andrea Folkierska
Andrea Folkierska (ur. w 1938 w Warszawie, zm. 27 grudnia 2022) – polska pedagog i filozof, prof. dr hab.

## Życiorys
Od 1963 pracowała na Wydziale Pedagogicznym Uniwersytetu Warszawskiego. W 1989 habilitowała się na podstawie pracy zatytułowanej Pytanie o pedagogikę. 8 czerwca 2006 uzyskała tytuł profesora nauk humanistycznych. Została zatrudniona na stanowisku profesora nadzwyczajnego i kierownika w Zakładzie Filozoficznych Podstaw Pedagogiki na Wydziale Pedagogicznym Uniwersytetu Warszawskiego.
Była członkiem Komitetu Nauk Pedagogicznych PAN.